# Jerónimo Morán
Jerónimo Morán (Valladolid, 1817-Madrid, 1872) fue un escritor español.

## Biografía
Nacido el 11 de marzo de 1817 en Valladolid, ejerció algunos cargos en los ramos de Guerra y Hacienda y el de oficial de la Biblioteca nacional. Fue igualmente abogado del ilustre colegio de Madrid, ciudad en la que se desempeñaba hacia mediados del siglo XIX como oficial del Ministerio de Fomento.
Además de un Rasgo épico sobre el sitio de Bilbao, que fue premiado por la Sociedad de amigos de Salamanca, a cuyas expensas se imprimió en 1837, fue autor de La ocasión por los cabellos (comedia), Los cortesanos de D. Juan II (drama), D. Ramiro (drama), Amar á quien se aborrece (comedia), El puño de lágrimas (zarzuela), Fra Diavolo (zarzuela) y La Dama Blanca (zarzuela, en colaboración el barón de Andilla). Dirigió también la edición del Quijote publicada por Dorregaray y fue fundador y director del periódico La Guirnalda (1867) , que logró larga y próspera vida, además de colaborar en El Teatro (1864), Flor de la Infancia (1868) y otros periódicos. Falleció en Madrid el 21 de diciembre de 1872.